# Liacarus montanus
Liacarus montanus är en kvalsterart som beskrevs av Aoki 1984. Liacarus montanus ingår i släktet Liacarus och familjen Liacaridae. Inga underarter finns listade i Catalogue of Life.